# サラン峠
サラン峠（サランとうげ Salang pass）は、アフガニスタンのヒンドゥークシュ山脈にある峠。サラング峠とも表記される。標高4,000m級の山々が連なる合間を縫って道路が連なる。

## 概要

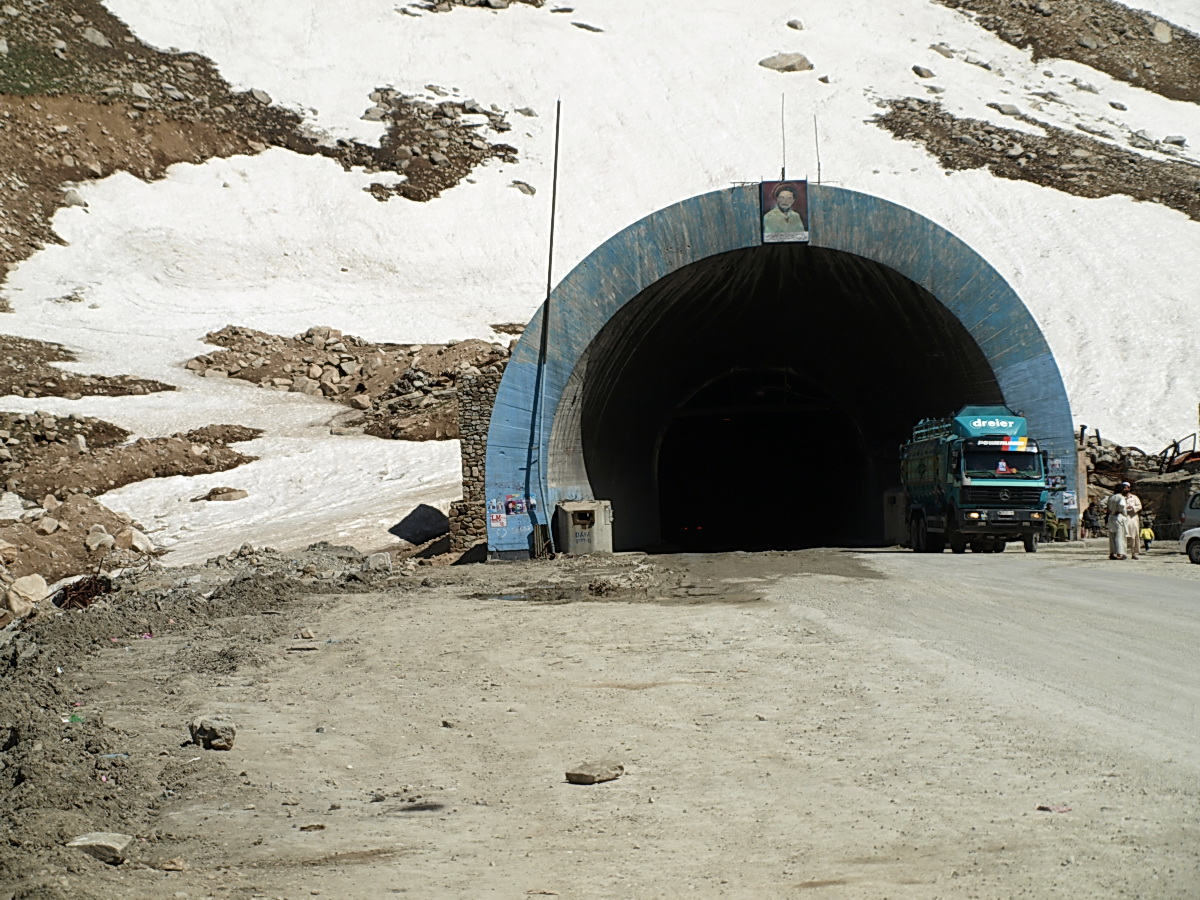
サラン峠トンネル

首都カーブルの北、約100km。首都と北部の要衝マザーリシャリーフを結ぶ街道に位置する。数少ない交通路として、古くから往来が活発であったが、一方で険しい地形のため冬期間はもちろん通常時でも自動車の通行は困難であった。

### サラン峠トンネル
このため、1964年には、隣国であったソビエト連邦の支援により数本のトンネルが建設され、冬期間の通行も積雪や天候などの条件が良ければ可能となった。最高地に位置する全長約2,600mのサラン峠トンネルの標高は3,363mで、完成当時は世界最高地に設置されたトンネルとされている。皮肉なことに1980年代、ソビエト軍はトンネルを通って首都へ侵攻した。
トンネル内外は、厳しい気象条件や幾たびの戦闘（後述）で荒廃している。特に、冬季はトンネル内部の漏水や車両から持ち込まれる雪で、路面がアイスバーンとなり通行が困難となる。2004年の段階では車両が対面通行ができる状態ではなく、隔日単位での交互通行となっている。2013年2月より、アフガニスタン国際治安支援部隊（ISAF）が金融支援を行い修復工事が行われた。当時配信されたトンネル内部の写真からは、トンネル内部のコンクリートに大きく亀裂が入り多数の穴が開いている状態が確認できる。

## サラン峠をめぐる戦闘
- アフガニスタン紛争 (1978年-1989年)時には、重要な補給路上に位置することとなったことから、峠をめぐりムジャーヒディーンとソビエト軍との間で非対称戦が行われた。1984年7月24日付けのプラウダでは、峠付近に焼けただれ破壊された装甲車が転がっていること、道路に弾痕が残っており、守備隊が敵の攻撃に備えている様子などを伝えている[3]。

- ソ連軍撤退後の1990年代の内戦（アフガニスタン紛争 (1989年-2001年)）時には、峠が北部同盟とタリバンの前線となった。戦闘が続く中で、マスードの軍隊がタリバンの北侵を食い止めるためにサラントンネルの両端を爆破し、トンネルの機能と安全性を一気に低下させた。戦後、瓦礫を除去して供用が再開されたが、内部は照明が無く、路面が浸水するなど荒廃しているという[4]。

## 災害
非常な急峻な地形ゆえ、道路は狭隘で線形は厳しく、交通事故や転落事故は絶えない。特に冬期間は、雪崩が多く発生し、死者がでることもある。
- 2002年：沿道で雪崩が発生し数十台の通行車両が巻き込まれ、確認されているだけで死者7人、負傷者12人を数えた。
- 2010年2月8日：大規模な雪崩が相次いで発生（英語版）し、166人以上が遺体で収容された[5]。
- 2022年12月17日：石油タンクローリーが横転炎上する事故があり少なくとも19人が死亡・32人が負傷した[6]。